# مسکوفسکی
مسکوفسکی (به لاتین: Moskovskiy) یک شهرک در تاجیکستان است که در ولایت ختلان واقع شده‌است.

## خصوصیات
مسکوفسکی  ۲۰٬۷۰۰ نفر جمعیت دارد.